# 松田輝幸
松田 輝幸（まつだ てるゆき、1945年 - ）は、広島県出身のサッカー指導者。

## 来歴・人物
広島市商から東京教育大学へ入学し、サッカー部でセンターフォワードとして活躍。川野淳次は大学時代の一つ下。1967年に卒業、その後は広島に帰り教員となり、サッカー指導者として活躍。
1969年、広島県サッカー協会から推薦されて、加茂周・上田亮三郎・清水泰男・中村義喜・大橋謙三らとともに、千葉県で行われた第1回FIFAコーチング・スクールに参加(サッカーに関するすべての理論と実技の教官はデットマール・クラマー)。同スクールで助手を務めた長沼健・岡野俊一郎・平木隆三・八重樫茂生とともに、世界初のFIFAコーチ・ライセンスを受けた。
そのときの実技試験でトップの成績を収めたことで、クラマーに見初められ技術職員として日本蹴球協会（現日本サッカー協会）入り。1970年に八重樫茂生監督の下で日本ユース代表のコーチを務めると松田が実質的なチーム作りを担い同年のAFCユース選手権では10年ぶりのベスト4進出を果たした。1971年には大橋謙三の下で再びコーチを務めると同じくコーチを務めた長池実との三頭体制で、地元開催となったAFCユース選手権に挑み2大会連続のベスト4進出に導き、高い評価を得た。1972年にユース代表の監督に昇格すると3大会連続でAFCユース選手権に挑んだが、準々決勝で開催国のタイに1-2で敗退。大会後に辞任し広島に戻る。
その後広島県立広島工業高等学校教員となりサッカー部を指導、攻撃的なチームを作り上げた。その当時の教え子に、河内勝幸・楚輪博・金田喜稔・石崎信弘・木村和司・猿沢茂・中本邦治・大井成元・沖宗敏彦・沖野隆幸らがいる。
その後、呉大学福祉情報科助教授を務めた。